# Daniele Resca
Daniele Resca (Pieve di Cento, 21 agosto 1986) è un tiratore a volo italiano, specialista della fossa olimpica.
Ai Campionati mondiali di tiro a volo 2005 juniores a Lonato vince la medaglia d'argento a squadre. Ai campionati mondiali di tiro 2006 juniones a Zagabria, vince la medaglia di bronzo nella gara individuale e l'oro a squadre.
Nel 2014 giunge al terzo posto della coppa del mondo di tiro. Vince la medaglia di bronzo a squadre ai campionati europei del 2016 a Lonato. Nel 2017 conquista l'argento nella finale di coppa del mondo a Nuova Delhi.
Ha vinto la medaglia d'oro indiduale e a squadre ai Campionati mondiali di tiro a volo 2017 a Mosca.
Nel 2019 vince la medaglia di bronzo individuale ai Campionati mondiali militari a Wuhan.